# Fredensborg (schip, 1923)
De Fredensborg was een Deens stoomvrachtschip van 1195 ton, gebouwd door de Nederlandse scheepswerf Jan Smit Czn in Alblasserdam. Het schip werd sinds 1923 geëxploiteerd door de Deense reder Aktieselskabet Dampskibsselskabet Dannebrog in Kopenhagen. De Fredensborg is vernoemd naar de Deense plaats Fredensborg. Het schip is tijdens de Tweede Wereldoorlog door een Duitse onderzeeboot tot zinken gebracht. Denemarken was op dat moment nog neutraal.
Het schip voer op 27 januari 1940 samen met de England vanuit Kopenhagen naar Blyth. Deze twee schepen troffen de Faro aan in zwaar weer nadat de Faro was getorpedeerd door de U-20. Tijdens het verlenen van hulp aan de Faro werd de Fredensborg net als de England ook getorpedeerd door de U-20. De torpedo van de U-20 raakte de Fredensborg midscheeps, waardoor het schip binnen 10 seconden zonk. De aanval, waarbij alle 20 opvarenden om het leven kwamen, vond plaats ongeveer 25 kilometer ten zuidoosten van Copinsay op de Orkneyeilanden.